# Tobias Peucer
Tobias Peucer foi o autor da primeira tese sobre Jornalismo apresentada em uma universidade. Originário de Görlitz, estudou na Universidade de Leipzig, na Alemanha. Estudou Medicina e Teologia, mas seu trabalho mais marcante foi mesmo na área da Comunicação.

## De relationibus novellis
Seu  trabalho “De relationibus novellis”, apresentado em 08 de março 1690 na Universidade de Leipzig, é considerada a primeira tese doutoral sobre Jornalismo. L. Adam Rechenberg, reitor da universidade, foi orientador de Peucer na escrita da peça.

Composta por 29 parágrafos ou capítulos, traça uma comparação entre Jornalismo e História. Expõem comentários acerca de questões como, por exemplo, a noticiabilidade, a credibilidade e amor a verdade ou mesmo como se dava a escolha do que deveria ser publicado.
Segundo Peucer, os jornais “contêm a notificação de coisas diversas acontecidas recentemente em qualquer lugar que seja (...) como acontece na vida diária” (cap. IV), coisas essas que são “novas” (cap. XIX), têm “certa utilidade e actualidade” (cap. XXIV) e satisfazem a “curiosidade” humana (cap. VIII; XIV e seguintes).
Segundo Orlando Tambosi, Peucer não deve ser visto como o "fundador de uma teoria do jornalismo" uma vez que “os pressupostos teóricos e regras técnicas que ele enuncia correspondem à 'cultura da notícia' que começava a se consolidar nos principais centros da Europa (principalmente na Holanda) em função da expansão do comércio e da proliferação de periódicos”.
A única versão do texto disponível em Língua Portuguesa é do escritor brasileiro Paulo da Rocha Dias.